# Håkan Jenner
Håkan Axel Jenner född den 7 maj 1947 är professor emeritus i pedagogik vid Linnéuniversitetet i Växjö med inriktning mot ungdoms- och missbrukarvård.

## Biografi
Jenner disputerade 1979 med en avhandling om behandling av drogmissbrukare, och har intresserat sig för motivation och motivationsarbete i både utbildning och behandling.
Han var under många år ansvarig utgivare för tidskriften Socialt Perspektiv.

## Utmärkelser
- Per Gerrevall, Ingemar Ljungqvist (2014). Socialt perspektiv : Livet är en berättelse - Vänbok till Håkan Jenner. Linnéuniversitetet Kalmar Växjö. https://www.diva-portal.org/smash/record.jsf?pid=diva2%3A801888&dswid=44 - festskrift till Jenner 2014